# Lycée professionnel maritime Jacques-Cassard
Le Lycée professionnel maritime Jacques Cassard (communément appelé « LPM de Nantes ») est un établissement d'enseignement professionnel, régi par le ministère de la Mer.
Situé à Nantes sur les bords de l'Erdre dans le quartier Nantes Erdre, il prépare chaque année plus d'une centaine d'élèves aux métiers de marin du commerce, marin pêcheur ou électromécanicien marine.
En décembre 2008, le LPM de Nantes a fêté son cinquantenaire. Ce n'est que le 10 novembre 2010 qu'il a officiellement pris le nom du corsaire français Jacques Cassard, conformément à un souhait de l'ensemble des membres du personnel de l'établissement.

## L'École d'apprentissage maritime de Nantes
C'est en 1941 que naît l'association de gérance des écoles d'apprentissage maritime. Ces écoles avaient pour but de développer le métier de marin sur les côtes françaises, afin de disposer d'équipages qualifiés dans un avenir relativement proche, et de protéger les jeunes des régions côtières du Service du travail obligatoire.
L'EAM de Nantes occupe alors la caserne Cambronne, dans le centre-ville. La direction est tenue successivement par des officiers de marine, détachés de leur armement pour quatre ans. Quant à l'enseignement, il est assuré par d'anciens navigants tenus tout de même d'embarquer régulièrement à bord des navires afin de suivre l'évolution technique.
L'ambiance et l'esprit d'équipe sont alors très présents dans l'école, où une éducation « virile », « professionnelle » et « artistique » (chants de marins) y est assurée. L'internat obligatoire contribue aussi à cet esprit d'équipe et de grande « famille » qui caractérise bien la marine.
Les élèves ne sont d'ailleurs pas partagés en classes, mais en canots de douze élèves, ce qui permet à l'instructeur de maintenir la motivation de toute son équipe.
Le lycée dispose à cette époque de plusieurs baleinières, mouillées sur l'Erdre sous le pont Général-de-la-Motte-Rouge.

## Le Rocher d'Enfer
C'est en 1958 que la nouvelle école est inaugurée à Port-Boyer. Ancré dans un parc paysager de 3,5 hectares remblayé sur l'ancien lit de l'Erdre, le bâtiment principal est un long bloc de 100 mètres de long par 15 mètres de large « flottant » à 2,50 mètres au-dessus du sol.
En effet, le lit de l'Erdre s'étendait autrefois jusqu'à la grande falaise baptisée le « Rocher d'Enfer » (dont l'établissement porta d'ailleurs longtemps le nom), créant ainsi une zone de mouillage abritée pour les plaisanciers. Cette zone fut ensuite remblayée, mais la vase s'étant accumulée au fil du temps sous le remblai, il a fallu imaginer une structure permettant au bâtiment de « flotter » sur celle-ci.
L'école a donc été « posée » sur de grandes piles en V s'enfonçant par 30 mètres sous terre, où elles sont reliées entre elles par de grosses poutres transversales afin d'assurer la stabilité de l'édifice. Le tout créant ainsi un vaste espace vide sous le bâtiment, afin que sa structure « travaille » librement.
Les ateliers ont quant à eux été bâtis en haut du « Rocher d'Enfer », faisant face au bâtiment principal. Le bâtiment de plus de 2 000 m2 est accessible par un étroit escalier le long de la falaise.
Les formations enseignées à l'époque sont alors le Certificat d'apprentissage maritime pêche (CAM pêche) et le Certificat d'apprentissage maritime commerce (CAM commerce)

### Les aménagements successifs
Rapidement, un nouveau réfectoire fut construit dans un bâtiment annexe, et un plateau sportif aménagé devant entre le bâtiment principal et la falaise.
Plus tard, le manque de place se fit ressentir et les locaux actuels ne suffisaient plus. C'est alors que fut prise la décision d'exploiter l'espace sous le bâtiment. Une première salle a donc été ajoutée en dessous, puis une seconde, pour finalement ne laisser qu'un seul passage étroit au centre du bâtiment afin de faciliter les déplacements entre le nord et le sud. L'école s'est donc dotée d'un "rez-de-chaussée".
Au fil des années, on a constaté de plus en plus de fissures sur les façades de l'édifice, des problèmes d'humidité dans les "salles nouvelles" du rez-de-chaussée, ainsi qu'un déchaussement du bâtiment au niveau du sol, engendrant un décollage partiel de la toiture.
Fin 2008, des forages réalisés dans le cadre d'une expertise ont permis de contrôler la stabilité du terrain. Tout risque majeur à court terme avait alors été écarté. Mais l'expertise du site avait néanmoins soulevé des problèmes de sécurité au niveau de la falaise. En effet, celle-ci a vu se détacher plusieurs blocs en quelques années. À l'été 2010, des travaux de sécurisation ont donc été réalisés. Ainsi, les espaces « vides », restés friables depuis l'effondrement de certains blocs ont été colmatés au ciment et les pans de la falaise ont été recouverts d'un solide maillage métallique ancré à plus de trois mètres d'épaisseur par des tiges résistantes.
Depuis 2009, le lycée est petit à petit modernisé. En effet, la majorité des salles de classe ont été rénovées, de même que l'internat, l'équipement informatique a été renouvelé et l'ensemble du lycée mis en réseau, des casiers ont été mis à la disposition des élèves dans les ateliers, et une grande partie des cours sont assurés par vidéo-projection.

## Le renouveau du lycée
C'est en septembre 2015 qu'a été inauguré le « nouveau » lycée professionnel maritime Jacques-Cassard. Après trois ans de travaux, et pour un montant de 9 millions d'euros, de nouveaux ateliers ont été inaugurés, le bâtiment principal a été étendu et un nouveau plateau sportif a été aménagé au bord de l'Erdre.

### Bâtiment principal
Afin de soulager les structures et stabiliser le bâtiment, une partie des salles du rez-de-chaussée, celles situées au centre, ont été démolies, laissant place à un vaste préau.
Un « bâtiment pont » a été construit à l'extrémité nord-est du bloc principal. Un nom à double signification, puisqu'il enjambe tel un pont le cheminement piétonnier et la voie de livraisons en reliant le bâtiment d'origine au self-service, mais aussi car il abrite les salles consacrées à l'enseignement « pont », par opposition à l'enseignement « machine ».
Cette extension comprend donc 5 salles de cours à l'étage, des sanitaires, ainsi qu'un vaste hall d'accueil en rez-de-chaussée. Elle est également dotée d'un ascenseur.

### Ateliers
Les anciens ateliers situés en haut de la falaise étant devenus très vétustes, un nouveau bâtiment a été érigé en contrebas de la falaise, en lieu et place du plateau sportif.
La surface disponible sur le nouvel emplacement ne permettant pas de construire un bâtiment de 2 000 m2 au sol comme le précédent, le choix s'est porté vers un bâtiment légèrement plus petit de 1 650 m2.
Mais pour pallier cette perte de surface, un étage a été ajouté afin d'héberger les salles de cours théoriques et les petits ateliers ne nécessitant pas de gros espaces (petite mécanique, électrotechnique, simulateurs, ateliers hydraulique/frigorifique...). Ainsi, le rez-de-chaussée est principalement dédié aux grands ateliers (moteurs tournants, grosse mécanique, soudure) et au stockage de matériel lourd.
Au rez-de-chaussée de ce nouveau bâtiment, on retrouve également de nombreux sanitaires et vestiaires, une salle du personnel, ainsi qu'une salle de musculation.

### Plateau sportif
Les nouveaux ateliers ayant été bâtis sur l'ancien plateau sportif, un nouvel équipement a été aménagé côté nord, au bord de l'Erdre. Il comprend un terrain de football gazonné entouré d'une piste de course goudronnée, une piste de saut en longueur, ainsi qu'un terrain multisports goudronné (basket, volley, handball, ...).

### Moyens nautiques

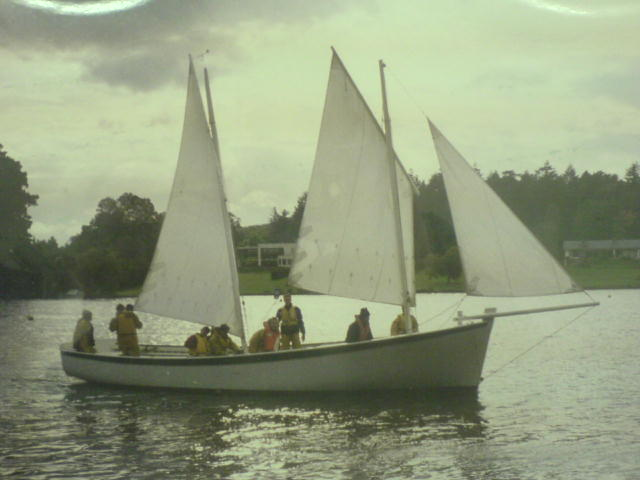
Le Pays de la Loire sous voiles en 1993

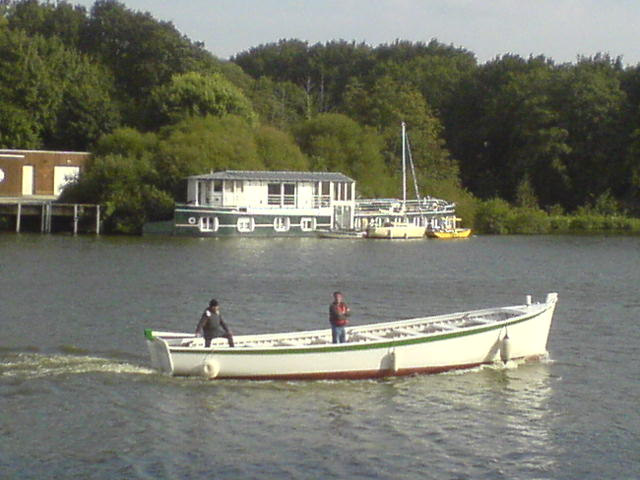
Le Pays de la Loire au moteur en septembre 2008

Le lycée possède 2 embarcations destinées à l'enseignement ou au loisir :
- une baleinière de 12 mètres (le Pays de Loire), disposant à l'origine de 2 mâts et pouvant accueillir 16 personnes. Cette embarcation sert principalement aux cours de manœuvre (moteur, voile ou aviron).

La baleinière a été équipée en 2010 d'un nouveau moteur ainsi que d'une barre fixe et d'une console, permettant une navigation plus « professionnelle ». Cependant, ce nouvel aménagement du poste de conduite permet toujours l'installation des mâts...
- un canot de 1,5 mètre, pouvant transporter 2 personnes. Ce canot sert d'annexe pour rejoindre les autres navires.

En conséquence, le lycée dispose d'un ponton privé de 11 mètres de long, accessible depuis une petite passerelle en face du lycée.

## Services
Le LPM de Nantes accueille les élèves en externat, en demi-pension ou en internat.
- Le service de restauration scolaire est proposé aux étudiants de 07h15 à 07h45 (petit-déjeuner), de 12h00 à 13h00 (déjeuner) et de 18h30 à 19h00 (dîner).
- L'internat dispose quant à lui d'une capacité de 72 places. Il est cependant réservé aux élèves en formation initiale ne pouvant s'héberger à l'extérieur.

## Formations

### Formation initiale
Le lycée maritime de Nantes accueille en formation initiale environ 130 élèves par an.
Ceux-ci souhaitent pour la plupart s'orienter vers les métiers de marin au commerce, électromécanicien ou à la pêche.
Formations initiales enseignées au LPM de Nantes depuis septembre 2009
- BAC pro CGEM (conduite & gestion des entreprises maritimes) spécialité commerce/ plaisance professionnelle en 3 ans avec option yacht ou option voile
- BAC pro CGEM spécialité pêche en 3 ans
- BAC pro EMM (électromécanicien marine) en 3 ans
- BTS en Mécatronique Navale en 2 ans

### Formations continues
En plus des 130 élèves en formation initiale, le lycée maritime de Nantes accueille également chaque année près de 200 personnes en formation continue. Ces personnes viennent ici pour passer un diplôme leur permettant de monter en grade, ou pour valider un module nécessaire à leur profession.
Formations continues enseignées au LPM de Nantes
- CMP (Certificat de Matelot Pont) en 9 semaines (brevet minimum nécessaire pour embarquer à titre professionnel sur un navire)
- Brevet de Capitaine 200
- Brevet d'électromécanicien 750 kW en 23 semaines (chef mécanicien sur navires avec moteurs de puissance inférieure à 750 kW)
- Brevet de Capitaine 500 en 16 semaines
- Brevet d’Officier chef de quart passerelle en 6 mois
- Brevet de Capitaine 3000 en 5 mois
- Brevet de mécanicien 750 kW en 23 semaines (chef mécanicien sur navires avec moteurs de puissance inférieure à 750 kW)
- Certificat de matelot  électrotechnicien

Modules enseignés au LPM de Nantes
- CRO (Certificat restreint d'opérateur SMDSM) - formation sur 3 jours
- Stage « sécurité à bord des navires à passagers » - formation sur 2 jours
- stage CFBS
- stage CAEERS
- stage ECDIS
- stage BRM-ERM
- stages base et avancée Haute Tension
- Stage et test en vue de la revalidation du brevet de capitaine 200 et du brevet de capitaine 500.